# Maremar
Maremar (fl. V secolo) è stato un rabbino babilonese, appartenente ala sesta generazione di amoraim.

## Biografia
Secondo Abraham ibn Dawud (XII sec.), Maremar e Mar bar Rav Ashi (chiamato anche Tavyomi) redassero nel V secolo la versione definitiva del Talmud babilonese.
Intimo di Mar Zutra, i due edificarono insieme delle sinagoghe, pronunciarono sermoni dopo la preghiera Shacharit durante il sabato ebraico e recitarono insieme la preghiera serale dello kiddush levana,  secondo il Sanhedrin con il supporto di qualche seguace che li avrebbe aiutati a pregare in posizione eretta. Fu amico di Ravina I, menzionato con lui in contesti alachici.
Secondo un aneddoto, un uomo uscì dalla dimora di Maremar con una nuova regola alachica. Quando Rav Aha ben Rava gli chiese notizie e ottenne una risposta giudicata erronea, l'uomo tornò di nuovo in casa di Maremar, che gli ripeté le stesse parole, ma aggiungendo una spiegazione a beneficio di chiunque avesse avuto domande sulla regola iniziale. 

Alcuni saggi dedussero delle regole generali osservando la condotta di vita di Maremar.
Anche il figlio Judah b. Meremar divenne un noto studioso.